# Polizeiruf 110: Der Fensterstecher
Der Fensterstecher ist ein deutscher Kriminalfilm von Hans Knötzsch aus dem Jahr 1976. Der Fernsehfilm erschien als 39. Folge der Filmreihe Polizeiruf 110.

## Handlung
Die junge Sabine Kroll wacht nachts auf und sieht einen fremden Mann vor ihrem Bett. Ihr Schrei verjagt den Mann, der das Fensterglas aufgestochen und eingedrückt hatte und so die Fenster öffnen konnte. Augenscheinlich hat der Einbrecher nichts gestohlen. Das Tatmuster stimmt daher mit zwölf weiteren Einbrüchen überein, die stets am Stadtrand geschahen. Immer flüchtete der Täter mit einem gestohlenen Fahrrad, das die Ermittler wenig später abgestellt fanden. Oberleutnant Jürgen Hübner, Leutnant Vera Arndt und Meister Lutz Subras tappen im Dunkeln. Auch die Aussage von Sabines Nachbarin Frau Könnern, dass sie einen großen Mann in hellem Mantel habe flüchten sehen, hilft den Ermittlern nicht weiter.
Es folgen neue Einbrüche. Die resolute Rentnerin Sidonie Berlepsch aus Ruppenwalde verfolgt den Täter bis zum Fenster und versucht ihn mit der Jalousie einzuklemmen, doch entkommt der Einbrecher. Anhand ihrer Täterbeschreibung wird ein Phantombild angefertigt. Frau Kuntze, zu der ebenfalls die Polizei gerufen wird, kann den Mann auf dem Phantombild nicht erkennen und auch ihr Sohn, der auf der Toilette von dem Mann überrascht wurde, meint, ein anderer wäre bei ihnen eingebrochen. Später gibt Frau Kuntze zu, dass der Flüchtige ihr Liebhaber war, was sie ihrem Sohn jedoch nicht sagen wollte. Ein dritter Einbruch findet in Erlenbach statt. In einem Landwarenhaus werden 80.000 Mark gestohlen. Vor Ort finden die Ermittler auch eine angebissene Wurst – die Gelder wurden in einem abgeschlossenen Kühlschrank neben den Lebensmitteln verwahrt. Der Täter flüchtete mit einem Auto.
In Erlenbach lernt Sabine Kroll den Bratwurstverkäufer Herbert Lohmann kennen. Er lädt sie zum Essen ein, sie treffen sich einige Zeit später erneut, und er verbringt die Nacht mit ihr. Wenig später unternehmen sie einen Ausflug und übernachten vor Ort – in jener Nacht, in der auch die Einbrüche bei Frau Berlepsch und im Landwarenhaus geschehen. Am nächsten Morgen sieht Sabine ihn bei einem Ausflug aus dem Wald kommen und mit dem Auto davonfahren. Die Mitarbeiter von Lohmann glauben schließlich, ihn auf dem Phantombild zu erkennen. Bei der Gegenüberstellung ist sich Frau Berlepsch sicher, dass Lohmann der Täter war. Lohmann gesteht schließlich die Einbrüche. In der Zelle erhält er einen Apfel, den er kurz vor einer neuen Vernehmung anbeißt. Sein Bissabdruck wird unbemerkt von den Ermittlern mit dem Abdruck auf der Wurst verglichen und erweist sich als identisch. Sabine Kroll kann schließlich den Hinweis geben, wo Lohmann die 80.000 Mark versteckt hat: in dem Waldgebiet, in dem sie ihn auf ihrem Ausflug gesehen hatte.

## Produktion
Der Fensterstecher wurde vom 13. Januar bis 8. Februar 1976 in Leipzig, Oschatz, Radebeul und Moritzburg gedreht. Die Szenen mit dem Waldversteck von Lohmann entstanden an der HO-Gaststätte "Waldschänke" sowie am Leuchtturm bei Schloss Moritzburg. Der Rummelplatz, mit der HO-Kaufhalle im Hintergrund, stand auf dem Rosa-Luxemburg-Platz in Radebeul-West. Die Kostüme des Films schufen Griseldis Fontaine und Doris Wolf, die Filmbauten stammen von Werner Jagodzinski. Der Film erlebte am 31. Mai 1976 im 1. Programm des Fernsehens der DDR seine Fernsehpremiere. Die Zuschauerbeteiligung lag bei 54,7 Prozent.
Es war die 39. Folge der Filmreihe Polizeiruf 110. Oberleutnant Jürgen Hübner ermittelte in seinem 18. Fall, Leutnant Vera Arndt in ihrem 28. Fall und Meister Lutz Subras in seinem 22. Fall.

## Trivia
- Die im Film verwendete Karte, an der Oberleutnant Hübner seinen Kollegen die Tatorte aufzeigt, ist ein Stadtplan von Leipzig. Die Ortsteile Lindenau und Plagwitz sind deutlich zu erkennen.
- Der Leipziger Schauspieler Friedhelm Eberle als Darsteller des Elmar Lange wurde von Heinz Behrens nachsynchronisiert.

## Belege
1. ↑  Darstellung gemäß polizeiruf110-lexikon.de (Memento vom 1. September 2007 im Internet Archive)
2. ↑  Peter Hoff: Polizeiruf 110. Filme, Fakten, Fälle. Das Neue Berlin, Berlin 2001, S. 47.